# المكتب الدولي للأوزان والمقاييس
المكتب الدولي للأوزان والمقاييس (بالفرنسية: Bureau international des poids et mesures), هو منظمة المعايير الدولية، واحدة من ثلاث منظمات أنشأت للحفاظ على النظام الدولي للوحدات (SI) بموجب شروط اتفاقية المتر (Convention du Mètre). ويشار عادة إلى المنظمة من قبل حروف الأولية لها الفرنسية، BIPM.
المنظمات الأخرى التي تحافظ على نظام SI، المؤتمر العام للأوزان والمقاييس (بالفرنسية: Conférence générale des poids et mesures) واللجنة الدولية للأوزان والمقاييس (بالفرنسية: Comité international des poids et mesures).